# Lu Wen-hsiung
Lu Wen-hsiung (呂文雄) (* 1968 oder 1969; † 14. Oktober 2010 in Tamshui) war ein taiwanischer Golfspieler.
Er gehörte als Profispieler der taiwanesischen PGA an und gewann 2003 den Taiwan Prize Cup der Mizuno Tour.
Lu Wen-hsiung, dessen jüngerer Bruder Lu Wen-teh ebenfalls professioneller Golfspieler ist, starb 41-jährig an den Verletzungen, die ihm von zwei Betrunkenen zugefügt wurden, als er eine gewalttätige Auseinandersetzung einer Gruppe, zu der diese gehörten, schlichten wollte.